# Ihász Gábor (énekes)
Ihász Gábor (Budapest, 1946. október 29. – Budapest, 1989. június 29.) magyar dalszerző, énekes. Bátyja Ihász Kálmán olimpiai bajnok labdarúgó, unokatestvére Delhusa Gjon énekes.

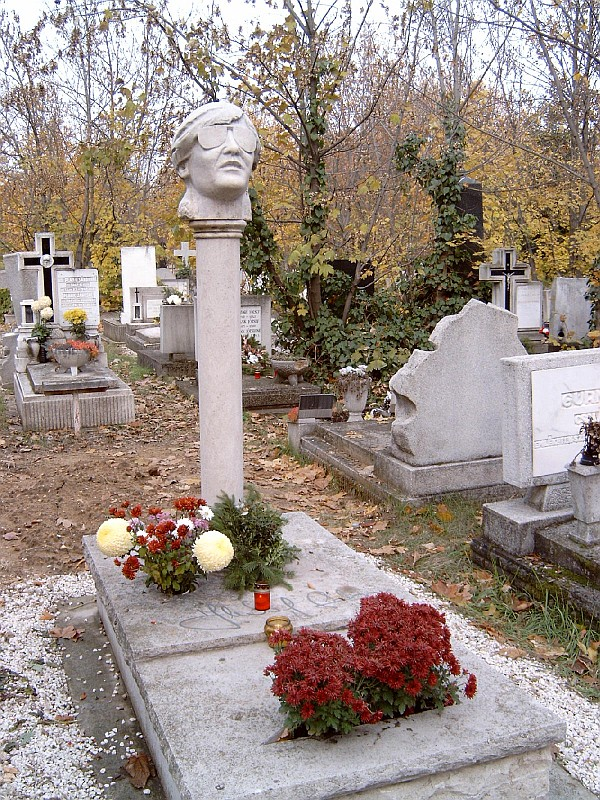
Ihász Gábor sírja Budapesten. Új köztemető: 92. Török Richárd alkotása

## Élete

### Fiatalkora
Édesapja hivatásos katonatiszt volt, aki szabadidejében labdarúgó-játékvezetőként tevékenykedett. Gábor egyetlen testvére, Kálmán a Vasasnál focizott, először magyar, később olimpiai bajnok lett (Tokió, 1964).
Középiskolai tanulmányait Budapesten, az Irinyi János Gimnázium és Vegyipari Szakközépiskolában kezdte 1961-ben, majd a Kölcsey Ferenc Gimnáziumban érettségizett. Itt ismerkedett meg Pintér Évával, későbbi feleségével, akivel 1966-ban összeházasodtak. Két évvel később megszületett leányuk, Adrienn.

### Labdarúgó-pályafutása
Ihász Gábor labdarúgó-pályafutását a Vasasnál kezdte, mint korábban bátyja, ám 1967-ben egy rutinvizsgálatnál kiderült, hogy szívproblémái miatt nem játszhat tovább, az orvosok eltiltották a versenyszerű labdarúgástól. Ezért gyúró lett a felnőtt focicsapatnál. Később a Vasas felnőtt női kézilabdacsapatánál is gyúrói állást kapott.
Második felesége, Hajós Mária, a Vasasnál kézilabdázott. Tőle született fia, ifjabb Ihász Gábor 1981-ben.

### Zenei pályafutása
Gitározni autodidakta módon tanult meg. Első sikeres dalát, a Kék csillag fenn az égen címűt 1968-ban írta. Szécsi Pál zeneszerzője volt. Hazánk minden jelentősebb városában megfordult a Fonográf, a Kék Csillag, az Express és más együttesekkel, Koncz Zsuzsával, Kovács Katival, Korda Györggyel, a Heilig–Eszményi-párossal, de Szűcs Judith és Máté Péter lemezein is olvashatjuk a nevét szerzőként. A Magyar Rádió és a Magyar Televízió rendszeres szereplője volt. Két önálló nagylemeze jelent meg életében – az első 1980-ban, a második 1983-ban – s egy halála után, de azt is ő készítette elő. A Metronóm ’77 fesztiválon a Múlnak a gyermekévek című, S. Nagy Istvánnal közösen írt szerzeménye közönségdíjat nyert.
Mindössze 40 éves volt, amikor unokája megszületett, így ő lett Magyarország első „popnagypapája”.

### Halála
Hosszan tartó súlyos betegségben hunyt el, életének 43. esztendejében.

## Lemezei
- Ihász I. (1980)
- Ihász II. (1983)

### Posztumusz lemezek
- Életem, dalaim (1989)
- Múlnak a gyermekévek (1994)
- Égi Trió (Ihász Gábor, Szécsi Pál, Máté Péter) (1996)
- Amíg a szív dobog (1999)
- Im memoriam Ihász Gábor
- Gondolj rám

## Díjai
- Zugló díszpolgára (2022) /posztumusz/[3]